# Szónoki beszéd

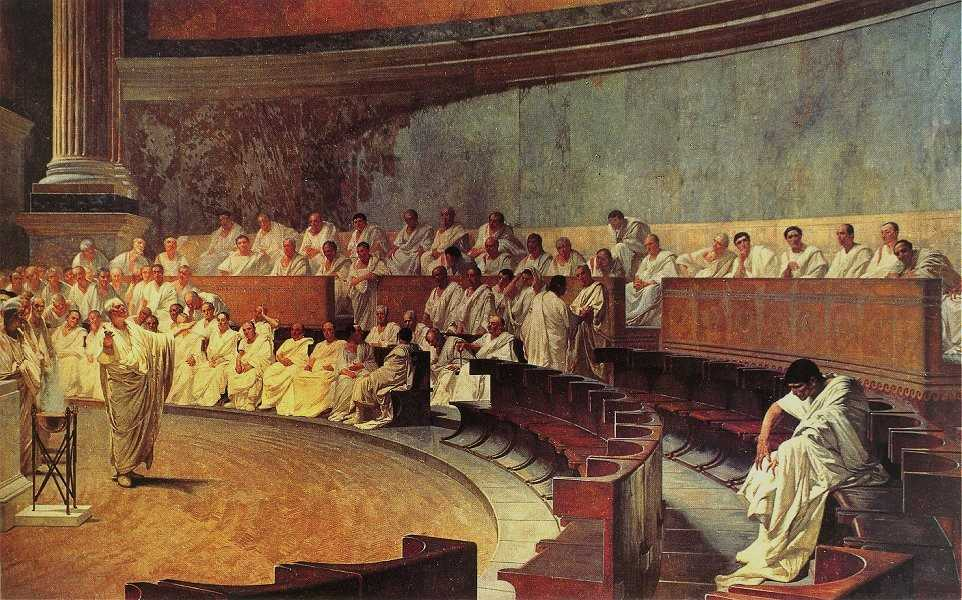

A szónoki beszéd vagy gyakran csak beszéd egy irodalmi műfaj. Célja, hogy segítségével a szónok megnyerje ügyének a hallgatóságot. A antik retorikában az ügyek alapján két beszédfajtát különböztettek meg: gyakorlatit és művészit. Arisztotelész figyelembe vette rendszerében a szónok, a beszéd és a hallgatóság hármas kapcsolatát. Ennek megfelelően alakultak ki a különböző típusok:
- Törvényszéki beszéd, amely a törvénykezési gyakorlatban kialakult szokásokat követi, a jog területén használatos. Ezzel a bírákat kell a szónoknak befolyásolnia.
- Tanácskozó beszéd, tanácskozásokon, gyűléseken, a parlamentben megtárgyalandó kérdésekkel kapcsolatos, a döntések, határozatok meghozatalában játszik szerepet. Az elmondott beszédekkel a hallgatóságot, a közönséget kívánja a saját nézőpontja mellé állítani, saját gondolatainak megnyerni.
- Szemléltető beszéd ünnepi alkalmakon elmondott emlékező vagy dicsérő beszéd. Itt a szónok feladata értékelés, méltatás, beszédével a hallgatók érzelmeire hat legfőképpen.

E három szövegtípus a későbbi korokban módosult, s alapvetően a retorikai szövegtípusokhoz az alábbiak tartoztak: politikai, törvényszéki és egyházi szónoki beszédek (prédikációk), ünnepi és alkalmi beszédek.

## A szónok feladatai
A szónoki beszéd előkészítése és előadása Cicero szerint öt feladatot ró a szónokra. Ezek a következők: 
- inventio (feltalálás, a beszéd témájának és tárgyának megválasztása)
- dispositio (elrendezés, anyaggyűjtés)
- elocutio (megfogalmazás, a megfelelő kifejező ill. stilisztikai eszközök megtalálása)
- memoria (emlékezés, a beszéd memorizálása)
- pronountiatio (a beszéd előadása).

## A szónoki beszéd részei
A szónoki beszéd alapvetően két jól elkülönülő elemből áll: egyrészt a tények közléséből, másrészt érzelmi ráhatást biztosító eszközök alkalmazásából. A beszéd megszerkesztésekor további tagolásra van szükség. Ebben általánossá vált felosztás: A beszéd részei: 

### Bevezetés (Principium)
A szónoki beszéd első nagy szerkezeti egysége. 
Funkciói: a hallgatók jóindulatának megnyerése (captatio benevolentiae), a figyelem megragadása (attentio)és a téma megadása (docilitas).
A captatio benevolentiae eszközei:
- szónoki magatartás (attitűd)
- érzelmek közvetítése (szimpátia, együttérzés, sajnálat felkeltése)
pl.: megtörtént esemény elmesélése, emlék felidézése, szónok lelkiállapotáról beszélni
A beszéd kezdődhet közvetlen megszólítással, de hatásos beszédkezdettel is (amit a megszólítás követ).
A jóindulat elnyerésére számos eszköz áll a  szónok rendelkezésére:
- tettetett szerénységgel szólhat a tudásáról
- dicsérheti a hallgatóság műveltségét, jogosságát
- kifejezheti bizonytalanságát
- hangsúlyozhatja a témával, hellyel való személyes kapcsolatát
A bizonytalanság érzetének keltésére bevett szófordulat pl. a "Nem is tudom, hol kezdjem.", de gyakori, hogy a szónok hangot is ad izgalmának.
A figyelem felkeltésének nyelvi és nem nyelvi eszközeit különböztethetjük meg. 
Nyelvi példák: megdöbbentő tény közlése, személyes vélemény megfogalmazása, hivatkozás történelmi előzményekre, kérdés intézése a hallgatósághoz stb. Nem nyelvi jel, pl. ha a szónok megköszörüli a torkát.
A téma megjelölése fontos, hogy a hallgatók a beszédet befogadják. Kapcsolódhatnak hozzá nevek, tények, adatok stb., olyan ismeretek tömör összefoglalása, amelyekre a beszédben a szónok többször hivatkozni fog. A téma megjelölése összefügg az elővázlattal, amiben előreutal a tárgyalás fő részeire, közli a beszéd tervét, előre jelzi a tagolást.
A bevezetéssel szemben támasztott követelmények: 1. Témája a beszédhez kapcsolódjon; abból az ügyből nőjön ki, amelyről a beszédben szó lesz. 2. Szerkezete arányos legyen, se túl sokat se nagyon keveset ne mondjon. 3. Stílusa legyen nyugodt, szerény, kerülje a szónok a fontoskodást, a dagályosságot, a fölényességet. 
Rövid beszédek és egyszerű ügyek esetén el is maradhat a bevezetés, és a szónok rögtön a tényállás ismertetésével indít.
A bevezetés fajtái:
A bevezetés tartalma, formája és terjedelme a téma természetétől és a hallgatóságtól függ, ebből következően megkülönböztetjük két fő típusát, a közvetlen és a közvetett bevezetést.
A közvetlen bevezetés esetében a szónok azonnal megkísérli a hallgatóság jóindulatát elnyerni, egyszerű eszközökkel felkelteni az érdeklődésüket, és megjelölni a témát.
Ha viszont olyan közönséghez kell szólnia, amit már egy korábbi szónok szavai befolyásoltak, a közvetett bevezetés módszerével kerülő úton kelti fel a figyelmet. pl.: megismétli az ellenfél érveit, amiket majd megpróbál megcáfolni, megnevetteti a fáradt hallgatóságot, egy másfajta szónoklat ígéretét adja stb.

### Elbeszélés (Narratio)
Minden beszédfaj valamennyi szövegtípusában szükség lehet az elbeszélésre, s nem csupán
azért, mert a megértés és informálás legközvetlenebb szövegrésze. Hanem azért, mert életünk
eseményeit, történéseit, mozzanatait, a környező világot történetekben képzeljük el, rögzítjük
és interpretáljuk. Több fajtája ismert, elkülönítésük az adott beszédfajták, illetve a szónoki
szándék alapján történik.
1. Rövid elbeszélés (prodiegesis) – a törvényszéki faj sajátja, tömör, csak a lényegre
szorítkozik, nem tér ki, rövidsége célratörő.
2. Bővített elbeszélés (hypodiegesis) – nagyobb teret enged a tárgynak. Olyan valószínű vagy valóságos részletek hozzátoldásával hozzuk létre, amelyek a hallgatóban növelik a beszédrész benyomásszerűségét, valószínűségét. Ilyen módon az érvek előkészítését, a figyelem
irányítását is elvégezhetjük, ahogyan egy-egy kevésbé lényegesnek tűnő elemet is a hallgató
figyelmének homlokterébe emelünk.
3. Ellen-elbeszélés (antidiegesis) – az ellenfél előadása ellen irányulhat. Lényege, hogy
a szónok az ellenvéleményt megdönteni hivatott tényeket talál témájához és azokat tárja
hallgatói elé.
4. A bizonyítás helyén lévő narratio (epidiegesis) a tényeket közvetlen érvforrásként kezeli.
5. Kitérő vagy példázatos elbeszélés, amely a témát analógia alapján egy másik történetként, vagy példázat formájában ismerteti.
Az elbeszélés szövegtípusai a leírás és a jellemzés. A klasszikus retorika az elbeszélésen belül kétféle rendet (ordo) ismer: A természetes rend az ügy részleteinek megadásában a történés rendjét reprodukálja; lehet kronologikus, de szervezheti a tér, vagy az ok-okozati viszonyrendszer. A mesterséges rend az a szerveződés, amikor a szónok, a beszélő szándéka alakítja az ügy feltárását, a tények, az ismeretek előadását.

### Kitérés (Egressus)
A kitérés nem kötelező, csak lehetséges szerkezeti rész. Ha a beszédeket hármas tagolásúnak tekintjük – általánosan, mint szövegegységet –, akkor a bevezetés és befejezés közötti részeket tárgyalásnak nevezzük.

### Témafelvetés (Propositio) és felosztás (Partitio)
A bizonyítás előfutára, e nélkül a folyamatosság és rendezettség hiányában a legjobb érvelés
is bizonytalanná válhat. A témamegjelölés a klasszikus beszéd legrövidebb része, csupán
néhány mondat, vagy szó. Feladata az elbeszélés gondolati magvának összegzésén keresztül a beszélő saját álláspontjának megmutatása, a tétel kimondása és felosztása. A téma lehet egyszerű (simplex) vagy összetett (juncta). Ezeket nevezik egyszerű és összetett kérésnek: Mi a barátság? Vagy Vajon létezhet-e férfi és nő között barátság?

### Érvelés
Az érvelés következtében keletkezik a tétel bizonyítása, vagy annak cáfolása.

### Bizonyítás (Argumentatio)
A bizonyítás a tétel indoklása, magyarázata.

### Cáfolás (Refutatio)
A cáfolás a másik oldal véleményének a tagadása, kritika, aminek célja az igazságkeresés. Cáfolni négyféle ellenvetéssel lehet, vagy magából a bizonyítékból, enthümémából, vagy hasonlóból, vagy az ellenkezőjéből, vagy a már hozott ítéletekből.

### Befejezés (Peroratio)
Szerkezetét tekintve a bevezetés tükörképe vagy annak emelt szintű megismétlése, célja pedig az emlékezet felfrissítése és az érzelmek befolyásolása. Egy befejezés erőteljességét a bizonyítás, sőt a teljes beszéd alapossága adja meg. Az indulatkeltés mellett a befejezésnek végig kell haladnia a beszéd főbb pontjain úgy, hogy a bizonyítást nyert, elfogadottnak vélt nézeteket kiemeljük benne.
A befejezés jellegét az értelmi és érzelmi jegyek aránya határozza meg.
Ennek alapján lehet:
1. Összefoglaló befejezés (recapitulatio), amely elősorolja a beszédben előforduló dolgokat.
2. Érzelemfelkeltő befejezés (affectus), amelyben az érzelmek megindításával a magunk oldalára állítjuk vagy az ellenkező véleményen lévő ellen hangoljuk a hallgatóságot.

A befejezés feladatai tehát:
- keretet adni a beszédnek
- összefoglalni
- érzelmekre hatni
- lezárni a kapcsolatot a hallgatósággal.

Ehhez kapcsolódóan a befejezés technikái a következők lehetnek:
- utalás az elmondottakra
- jövőbe tekintés
- egy utolsó, erős érv megfogalmazása
- személyes állásfoglalás
- felkiáltás
- kérdésfelvetés
- köszönetnyilvánítás
- cselekvésre buzdítás
- konkrét cselekedet

A befejezés szövegrésze biztosítja a meggyőzés felé irányuló folyamat szövegbeli végpontját.

## Külső hivatkozások
- http://enciklopedia.fazekas.hu/retorika/Principium.htm